# Distrito de Cura Mori
El distrito de Cura Mori es uno de los diez que conforman la provincia de Piura en el departamento de Piura en el norte del Perú. Limita por el norte y este con el distrito de Catacaos; por el sur con distrito de El Tallán; y, por el oeste con el distrito de La Arena.

## Historia
El distrito fue creado mediante Ley N° 15434 del 19 de febrero de 1965, en el gobierno del Presidente Fernando Belaúnde, incluyendo a los poblados de Cucungará, Pozo de los Ramos, Chato Grande, Chato Chico, Pueblo Nuevo, Buenos Aires, Santa Rosa y otros poblados. Los gestores de la creación decidieron ponerle Cura Mori en honor al sacerdote Juan de Mori, párroco de Catacaos, quien durante la época virreinal restituyó la propiedad de las tierras a los indígenas, entre las que se encontraba lo que actualmente es el distrito de Cura Mori.
Cura Mori tiene su ascendencia en la cultura Tallán, del período prehispánico. Los habitantes del territorio que hoy conforma el distrito eran hábiles agricultores reconocidos por su destreza en el uso de la taqlla, principal herramienta agrícola de aquel entonces.
Ancestralmente, Cura Mori siempre estuvo formando parte de la Comunidad Campesina San Juan de Catacaos y como tal su desarrollo ha estado en función del desarrollo e historia de la comunidad que tiene más de cuatro siglos de vida institucional.

## Geografía
Tiene una superficie territorial de 185 km² y se ubica en una altitud de 27 m s. n. m.; en los 5°19¨ y 15¨ de latitud sur y 80° 39´ 45´ de longitud oeste. Está situado en la costa norte del Perú
Se ubica en la parte sur de la provincia de Piura, en la parte central del valle del Bajo Piura (margen izquierda del río).

## División administrativa

### Centros poblados
Tiene 14 centro poblados: 
- Urbanos
  - Cucungará, con 7 541 hab.
  - Nuevo Pozo de los Ramos, con 2 184 hab.
  - Almirante Grau, con 1 824 hab.
  - Nuevo Chato Grande, con 818 hab.
  - Santa Rosa, con 802 hab.
  - Chato Chico, con 584 hab.
  - Nuevo Zona More-Nuevo San Antonio, con 565 hab.
  - Chato Grande, con  365 hab.

- Rurales 
  - Ciudad Noé, con 1 432 hab.
  - San Pedro, con 305 hab.
  - Buenos Aires, con 191 hab.
  - Nuevo San Pedro, con 173 hab.
  - Vega de la Yuca, con 14 hab.
  - Nuevo San Martín, con 67 hab.

## Autoridades

### Municipales
- 2019 - 2022[2]
  - Alcalde: Juan Carlos Vílchez Valverde, del Movimiento de Desarrollo Local Modelo Región Piura.
  - Regidores:

  1. Pascual Castro Cruz (Movimiento De Desarrollo Local Modelo Región Piura)
  2. Sebastián Zapata Inga (Movimiento De Desarrollo Local Modelo Región Piura)
  3. Jorge Luis Cielo Paz (Movimiento De Desarrollo Local Modelo Región Piura)
  4. María Neri Sandoval Chiroque (Movimiento De Desarrollo Local Modelo Región Piura)
  5. Orlando Yovera Yovera (Partido Democrático Somos Perú)

Alcaldes anteriores
- 2015-2018:[3] Macario Silva Vílchez, del Movimiento Regional Seguridad y Prosperidad (SP).
- 2011-2014:[4] Jorge Sosa Flores, del Movimiento Unidad Regional (UR).
- 2007-2010: Macario Silva Vílchez.

### Policiales
- Comisario de Piura: Comandante PNP Roberto Cedrón Vera.

## Festividades
- Virgen del Carmen
- Santa Rosa.
- Señor Cautivo
- Señor de los Milagros.

## Educación
El distrito cuenta con 28 instituciones educativas de las cuales 10 pertenecen al nivel inicial, 13 al nivel primario y, 5 al nivel secundario. Cuenta con una población escolar aproximada de 4 536 estudiantes.

## Salud
Actualmente está dirigida por la Cirujano Dentista Mary Carmen Morales Vega que se desempeña como Gerente del ACLAS Cucungara de Curamori, con su equipo de Gestión en la cartera de la estrategia Niño cuenta en la coordinación con la Lic. en Enfermería Dora Alicia Viera Preciado y en la Cartera de la Estrategia Mujer con el Licenciado Obst. Quency More Aguilar y en la Cartera de Odontología C.D. Marcela Basurto Goicochea, además cuenta con Médicos Generales, Obstetras, Enfermeras, Odontólogos, Técnicos de Enfermería y laboratorio e Internos y Externos de Odontología y Obstetricia respectivamente que con una ardua labor en Promoción de La Salud y atención en Salud Escolar proporcionan confianza en la población usuaria de los diferentes servicio que brindan entre ellos tenemos: consulta externa, extracciones dentales, fluorizaciones, curaciones dentales, vacunas niños y adultos, control de crecimiento y desarrollo, atención de la gestante, el parto y posparto, detección temprana del Cáncer Ginecólogico, Planificación Familiar entre otros. Que en materia de atención en la salud, esta es mayormente de tipo preventivo y curativas en menor cuantía, La atención mayormente se concentra en Cucungará, en donde existe un Centro de Salud con atención de 12 Horas, medianamente implementado con equipos de atención básico. La capacidad operativa del mismo no cubre la demanda existente, obligándose muchas veces la población a dirigirse a Catacaos o Piura. Por la carencia de personal en número y calidad suficiente, y debido a limitaciones económicas de la entidad prestadora, este servicio se brinda restringidamente, pero para lo cual la Gerencia y su Equipo trabaja para que la prestación de salud mejore.

## Economía
Sus principales actividades económicas son la agricultura, la ganadería y el comercio.
En el año 2007, la población económicamente activa (PEA) de 14 y más años de edad ascendía a 4 412 personas, representando el 40,4 % de la población en edad de trabajar (PET), de la cual el 79,5 % eran hombres y el 20,5 % mujeres.

## Personajes ilustres
- Gregorio Maza Ramos.

Reconocido poeta y narrador. 
Ganador de varios premios en poesía. Sus narraciones promueven la identidad cultural y valores en los estudiantes. Aborda temas sociales, haciendo denuncia mediante sus escritos, incluidos en el Plan Lector de diversas instituciones educativa a nivel regional y nacional. 
Publica en revistas hispanoamericanas. 
Aparece en las antologías: "Cuarentena" (Editorial Vicio Perpetuo), "La otra orilla" (Editorial Vicio Perpetuo),"Trazo y pluma" (Editorial América")
Es autor de los libros:  "Soy otro loco", "Blanca esperanza", "Como sombra de tu sombra", "Latidos", "Granada roja", "Pozo de los Ramos, historia de un pueblo peregrino", "El gran encanto", "Panalito de miel", "Misterio de luciérnaga" (Coautoría con poeta mexicana María Dolores Voz de Orquídea), "Incendiaste mi corazón", "El agüita es sagrada", "Gatilleros", "Coronavírido" y "La rana Dayana"
Una lírica de formas  expresionistas
```
       Gregorio Maza Ramos es un poeta de estas ardientes y soleadas tierras que cultiva el arte de la versificación con mucho apasionamiento y mucha raigambre, demostrando que es un ser dotado de grandes virtudes para expresar la fuerza lírica que lleva dentro de su espíritu y de su corazón, las que se convierten en la energía motriz que plasma coplas y odas en homenaje directo a su pueblo y a su gente que son la esencia de su poesía.
       Maza Ramos, en cada uno de sus textos, deja traslucir ese sentido innato de la protesta humana contra toda forma de injusticia y deshumanización, como si fuera un retrato de la realidad, donde desfilan los humillados y los ofendidos de este mundo. La poesía de Maza Ramos discurre como un lente mágico o como un antiguo Dios Tallán, los caminos y las sendas por donde transitan todas aquellas criaturas que él ama y por las cuales él palpita, para dar a luz estos versos cargados de fuego y de sufrimiento.
                                                                  (Lelis Rebolledo Herrera)
```